# Élections législatives de 1968 dans le Rhône
Les élections législatives françaises de 1968 se déroulent les 23 et 30 juin 1968. Dans le département du Rhône, dix députés sont à élire dans le cadre de dix circonscriptions.

## Élus
| Circonscription | Député sortant                       | Parti | Parti          | Député élu ou réélu   | Parti | Parti |
| --------------- | ------------------------------------ | ----- | -------------- | --------------------- | ----- | ----- |
| 1re             | René Caille                          |       | UDR            | René Caille           |       | UDR   |
| 2e              | Henri Guillermin                     |       | UDR            | Henri Guillermin      |       | UDR   |
| 3e              | Édouard Charret                      |       | UDR            | Édouard Charret       |       | UDR   |
| 4e              | Jean Baridon suppléant de Louis Joxe |       | UDR            | Louis Joxe            |       | UDR   |
| 5e              | Pierre-Bernard Cousté                |       | UDR            | Pierre-Bernard Cousté |       | UDR   |
| 6e              | Marcel Houël                         |       | PCF            | Marcel Houël          |       | PCF   |
| 7e              | Philippe Danilo                      |       | UDR            | Philippe Danilo       |       | UDR   |
| 8e              | Pierre Morison                       |       | RI             | Pierre Morison        |       | RI    |
| 9e              | Georges Vinson                       |       | FGDS (CIR)     | Joseph Rivière        |       | UDR   |
| 10e             | Joseph Rosselli                      |       | FGDS (Radical) | Gérard Ducray         |       | RI    |

## Résultats

### Résultats à l'échelle du département
| Parti          | Parti                                           | Premier tour | Premier tour | Second tour | Second tour | Sièges |
| Parti          | Parti                                           | Voix         | %            | Voix        | %           | Sièges |
| -------------- | ----------------------------------------------- | ------------ | ------------ | ----------- | ----------- | ------ |
|                | Union pour la défense de la République          | 176 166      | 36,72        | 174 797     | 42,60       | 8      |
|                | Républicains indépendants                       | 33 475       | 6,98         | 47 554      | 11,59       | 1      |
|                | Union des républicains de progrès               | 209 641      | 43,69        | 222 351     | 54,20       | 9      |
|                |                                                 |              |              |             |             |        |
|                | Convention des institutions républicaines       | 30 763       | 6,41         | 16 529      | 4,03        | 0      |
|                | Section française de l'Internationale ouvrière  | 22 612       | 4,71         |             |             | 0      |
|                | Parti radical                                   | 16 281       | 3,39         | 17 445      | 4,25        | 0      |
|                | Fédération de la gauche démocrate et socialiste | 69 656       | 14,52        | 33 974      | 8,28        | 0      |
|                |                                                 |              |              |             |             |        |
|                | Parti communiste français                       | 86 930       | 18,12        | 102 906     | 25,08       | 1      |
|                | Progrès et démocratie moderne                   | 47 428       | 9,88         | 33 766      | 8,23        | 0      |
|                | Parti radical                                   | 34 427       | 7,18         | 17 280      | 4,21        | 0      |
|                | Parti socialiste unifié                         | 26 988       | 5,62         |             |             | 0      |
|                | Divers                                          | 2 885        | 0,60         | 0           |             |        |
|                | Extrême droite                                  | 1 851        | 0,39         | 0           |             |        |
|                |                                                 |              |              |             |             |        |
| Inscrits       | Inscrits                                        | 616 902      | 100,00       | 568 551     | 100,00      | 10     |
| Abstentions    | Abstentions                                     | 130 722      | 21,19        | 145 863     | 25,66       |        |
| Votants        | Votants                                         | 486 180      | 78,81        | 422 688     | 74,34       |        |
| Blancs et nuls | Blancs et nuls                                  | 6 374        | 1,31         | 12 411      | 2,94        |        |
| Exprimés       | Exprimés                                        | 479 806      | 98,69        | 410 277     | 97,06       |        |

### Résultats par circonscription

#### Première circonscription (Lyon, Bellecour - Montchat)
| Candidat       | Candidat                  | Parti          | Premier tour | Premier tour | Second tour | Second tour |  |
| Candidat       | Candidat                  | Parti          | Voix         | %            | Voix        | %           |  |
| -------------- | ------------------------- | -------------- | ------------ | ------------ | ----------- | ----------- |  |
|                | René Caille sortant réélu | UDR (URP)      | 23 051       | 48,7         | 25 071      | 59,23       |  |
|                | René Chevailler           | PCF            | 10 328       | 21,82        | 17 255      | 40,77       |  |
|                | Louis Miachon             | FGDS (CIR)     | 5 823        | 12,3         |             |             |  |
|                | Henri Soubeyrand          | PSU            | 3 350        | 7,08         |             |             |  |
|                | Auguste Octobon           | Radsoc         | 2 969        | 6,27         |             |             |  |
|                | M. Auzias                 | TD             | 1 814        | 3,83         |             |             |  |
|                |                           |                |              |              |             |             |  |
| Inscrits       | Inscrits                  | Inscrits       | 61 651       | 100,00       | 61 652      | 100,00      |  |
| Abstentions    | Abstentions               | Abstentions    | 13 545       | 21,97        | 17 350      | 28,14       |  |
| Votants        | Votants                   | Votants        | 48 106       | 78,03        | 44 302      | 71,86       |  |
| Blancs et nuls | Blancs et nuls            | Blancs et nuls | 771          | 1,6          | 1 976       | 4,46        |  |
| Exprimés       | Exprimés                  | Exprimés       | 47 335       | 98,4         | 42 326      | 95,54       |  |

#### Deuxième circonscription (Lyon, Vieux Lyon - Fourvière - Les Brotteaux)
| Candidat       | Candidat                       | Parti          | Premier tour | Premier tour | Second tour | Second tour |  |
| Candidat       | Candidat                       | Parti          | Voix         | %            | Voix        | %           |  |
| -------------- | ------------------------------ | -------------- | ------------ | ------------ | ----------- | ----------- |  |
|                | Henri Guillermin sortant réélu | UDR (URP)      | 18 045       | 43,66        | 19 295      | 50,68       |  |
|                | Roger Fenech                   | CD (PDM)       | 8 478        | 20,51        | 8 570       | 22,51       |  |
|                | Henri Charvenet                | PCF            | 5 898        | 14,27        | 10 206      | 26,81       |  |
|                | André Soulier                  | FGDS (CIR)     | 5 880        | 14,23        | Retrait     | Retrait     |  |
|                | Paulette Lacaze                | PSU            | 2 700        | 6,53         |             |             |  |
|                | Paul Ottaviani                 | Divers         | 334          | 0,81         |             |             |  |
|                |                                |                |              |              |             |             |  |
| Inscrits       | Inscrits                       | Inscrits       | 53 514       | 100,00       | 53 514      | 100,00      |  |
| Abstentions    | Abstentions                    | Abstentions    | 11 756       | 21,97        | 14 915      | 27,87       |  |
| Votants        | Votants                        | Votants        | 41 758       | 78,03        | 38 599      | 72,13       |  |
| Blancs et nuls | Blancs et nuls                 | Blancs et nuls | 423          | 1,01         | 528         | 1,37        |  |
| Exprimés       | Exprimés                       | Exprimés       | 41 335       | 98,99        | 38 071      | 98,63       |  |

#### Troisième circonscription (Lyon, La Croix-Rousse - Les Terreaux)
|                | Édouard Charret sortant réélu | UDR (URP)      | 19 948 | 57,93  |  |  |  |
|                | Claude Bernardin              | FGDS (CIR)     | 7 221  | 20,97  |  |  |  |
|                | Jean Capiévic                 | PCF            | 4 935  | 14,33  |  |  |  |
|                | Suzanne Gerbe                 | PSU            | 2 330  | 6,77   |  |  |  |
|                |                               |                |        |        |  |  |  |
| Inscrits       | Inscrits                      | Inscrits       | 47 792 | 100,00 |  |  |  |
| Abstentions    | Abstentions                   | Abstentions    | 12 368 | 25,88  |  |  |  |
| Votants        | Votants                       | Votants        | 35 424 | 74,12  |  |  |  |
| Blancs et nuls | Blancs et nuls                | Blancs et nuls | 990    | 2,79   |  |  |  |
| Exprimés       | Exprimés                      | Exprimés       | 34 434 | 97,21  |  |  |  |

#### Quatrième circonscription (Lyon, Bellecombe - La Part-Dieu)
| Candidat       | Candidat                 | Parti          | Premier tour | Premier tour | Second tour | Second tour |  |
| Candidat       | Candidat                 | Parti          | Voix         | %            | Voix        | %           |  |
| -------------- | ------------------------ | -------------- | ------------ | ------------ | ----------- | ----------- |  |
|                | Louis Joxe sortant réélu | UDR (URP)      | 22 770       | 47,55        | 22 651      | 55,76       |  |
|                | Denys Banssillon         | CD (PDM)       | 11 085       | 23,15        | 17 973      | 44,24       |  |
|                | Mireille Commaret        | PCF            | 5 975        | 12,48        |             |             |  |
|                | Jacques Zighera          | FGDS (SFIO)    | 4 818        | 10,06        |             |             |  |
|                | Pierre Bauby             | PSU            | 2 506        | 5,23         |             |             |  |
|                | Mme Brunie               | TD             | 737          | 1,54         |             |             |  |
|                |                          |                |              |              |             |             |  |
| Inscrits       | Inscrits                 | Inscrits       | 61 643       | 100,00       | 61 643      | 100,00      |  |
| Abstentions    | Abstentions              | Abstentions    | 13 362       | 21,68        | 18 766      | 30,44       |  |
| Votants        | Votants                  | Votants        | 48 281       | 78,32        | 42 877      | 69,56       |  |
| Blancs et nuls | Blancs et nuls           | Blancs et nuls | 390          | 0,81         | 2 253       | 5,25        |  |
| Exprimés       | Exprimés                 | Exprimés       | 47 891       | 99,19        | 40 624      | 94,75       |  |

#### Cinquième circonscription (Lyon, La Guillotière - Gerland)
| Candidat       | Candidat                            | Parti          | Premier tour | Premier tour | Second tour | Second tour |  |
| Candidat       | Candidat                            | Parti          | Voix         | %            | Voix        | %           |  |
| -------------- | ----------------------------------- | -------------- | ------------ | ------------ | ----------- | ----------- |  |
|                | Pierre-Bernard Cousté sortant réélu | UDR (URP)      | 18 069       | 48,88        | 19 068      | 55,39       |  |
|                | Henri Vignier                       | CD (PDM)       | 7 504        | 20,3         | 7 223       | 20,98       |  |
|                | Pierre Soret                        | PCF            | 5 070        | 13,71        | 8 136       | 23,63       |  |
|                | Robert Llung                        | FGDS (SFIO)    | 4 280        | 11,58        |             |             |  |
|                | Jacques Armagnat                    | PSU            | 2 045        | 5,53         |             |             |  |
|                |                                     |                |              |              |             |             |  |
| Inscrits       | Inscrits                            | Inscrits       | 48 293       | 100,00       | 48 292      | 100,00      |  |
| Abstentions    | Abstentions                         | Abstentions    | 10 964       | 22,7         | 13 415      | 27,78       |  |
| Votants        | Votants                             | Votants        | 37 329       | 77,3         | 34 877      | 72,22       |  |
| Blancs et nuls | Blancs et nuls                      | Blancs et nuls | 361          | 0,97         | 450         | 1,29        |  |
| Exprimés       | Exprimés                            | Exprimés       | 36 968       | 99,03        | 34 427      | 98,71       |  |

#### Sixième circonscription (Villeurbanne)
| Candidat       | Candidat                   | Parti          | Premier tour | Premier tour | Second tour | Second tour |  |
| Candidat       | Candidat                   | Parti          | Voix         | %            | Voix        | %           |  |
| -------------- | -------------------------- | -------------- | ------------ | ------------ | ----------- | ----------- |  |
|                | Marcel Houël sortant réélu | PCF            | 27 439       | 34,52        | 36 131      | 50          |  |
|                | Pierre Garnier             | UDR (URP)      | 26 110       | 32,85        | 36 126      | 50          |  |
|                | Étienne Gagnaire           | Rad            | 15 016       | 18,89        | Retrait     | Retrait     |  |
|                | Louis Hornung              | FGDS (SFIO)    | 6 476        | 8,15         |             |             |  |
|                | Maurice Delay              | PSU            | 4 441        | 5,59         |             |             |  |
|                |                            |                |              |              |             |             |  |
| Inscrits       | Inscrits                   | Inscrits       | 103 091      | 100,00       | 103 091     | 100,00      |  |
| Abstentions    | Abstentions                | Abstentions    | 22 564       | 21,89        | 28 034      | 27,19       |  |
| Votants        | Votants                    | Votants        | 80 527       | 78,11        | 75 057      | 72,81       |  |
| Blancs et nuls | Blancs et nuls             | Blancs et nuls | 1 045        | 1,3          | 2 800       | 3,73        |  |
| Exprimés       | Exprimés                   | Exprimés       | 79 482       | 98,7         | 72 257      | 96,27       |  |

#### Septième circonscription (Saint-Genis-Laval)
| Candidat       | Candidat                      | Parti          | Premier tour | Premier tour | Second tour | Second tour |  |
| Candidat       | Candidat                      | Parti          | Voix         | %            | Voix        | %           |  |
| -------------- | ----------------------------- | -------------- | ------------ | ------------ | ----------- | ----------- |  |
|                | Philippe Danilo sortant réélu | UDR (URP)      | 33 097       | 44,63        | 34 973      | 50,64       |  |
|                | Frédéric Dugoujon             | Radsoc         | 16 442       | 22,17        | 17 280      | 25,02       |  |
|                | Maurice Jacquin               | PCF            | 11 303       | 15,24        | 16 807      | 24,34       |  |
|                | Étienne Matray                | FGDS (SFIO)    | 7 038        | 9,49         |             |             |  |
|                | André Barthélemy              | PSU            | 6 271        | 8,46         |             |             |  |
|                |                               |                |              |              |             |             |  |
| Inscrits       | Inscrits                      | Inscrits       | 92 476       | 100,00       | 92 516      | 100,00      |  |
| Abstentions    | Abstentions                   | Abstentions    | 17 563       | 18,99        | 22 599      | 24,43       |  |
| Votants        | Votants                       | Votants        | 74 913       | 81,01        | 69 917      | 75,57       |  |
| Blancs et nuls | Blancs et nuls                | Blancs et nuls | 762          | 1,02         | 857         | 1,23        |  |
| Exprimés       | Exprimés                      | Exprimés       | 74 151       | 98,98        | 69 060      | 98,77       |  |

#### Huitième circonscription (Givors)
| Candidat       | Candidat                     | Parti          | Premier tour | Premier tour | Second tour | Second tour |  |
| Candidat       | Candidat                     | Parti          | Voix         | %            | Voix        | %           |  |
| -------------- | ---------------------------- | -------------- | ------------ | ------------ | ----------- | ----------- |  |
|                | Pierre Morison sortant réélu | RI (URP)       | 19 576       | 41,38        | 28 936      | 66,82       |  |
|                | Alfred Gérin                 | CD (PDM)       | 9 796        | 20,71        | Retrait     | Retrait     |  |
|                | Camille Vallin               | PCF            | 9 689        | 20,48        | 14 371      | 33,18       |  |
|                | Jean-Joseph Ragot            | FGDS (Radical) | 4 540        | 9,6          |             |             |  |
|                | Élie Depardon                | PSU            | 1 855        | 3,92         |             |             |  |
|                | Bernard Lataste              | Extrême droite | 1 851        | 3,91         |             |             |  |
|                |                              |                |              |              |             |             |  |
| Inscrits       | Inscrits                     | Inscrits       | 58 814       | 100,00       | 58 215      | 100,00      |  |
| Abstentions    | Abstentions                  | Abstentions    | 10 870       | 18,48        | 12 701      | 21,82       |  |
| Votants        | Votants                      | Votants        | 47 944       | 81,52        | 45 514      | 78,18       |  |
| Blancs et nuls | Blancs et nuls               | Blancs et nuls | 637          | 1,33         | 2 207       | 4,85        |  |
| Exprimés       | Exprimés                     | Exprimés       | 47 307       | 98,67        | 43 307      | 95,15       |  |

#### Neuvième circonscription (Tarare)
| Candidat       | Candidat               | Parti          | Premier tour | Premier tour | Second tour | Second tour |  |
| Candidat       | Candidat               | Parti          | Voix         | %            | Voix        | %           |  |
| -------------- | ---------------------- | -------------- | ------------ | ------------ | ----------- | ----------- |  |
|                | Joseph Rivière élu     | UDR (URP)      | 15 076       | 43,41        | 17 613      | 51,59       |  |
|                | Georges Vinson sortant | FGDS (CIR)     | 11 839       | 34,09        | 16 529      | 48,41       |  |
|                | Henri Vignon           | CD (PDM)       | 5 380        | 15,49        | Retrait     | Retrait     |  |
|                | Roger Montadert        | PCF            | 1 921        | 5,53         |             |             |  |
|                | Michel Ailloud         | PSU            | 513          | 1,48         |             |             |  |
|                |                        |                |              |              |             |             |  |
| Inscrits       | Inscrits               | Inscrits       | 42 605       | 100,00       | 42 603      | 100,00      |  |
| Abstentions    | Abstentions            | Abstentions    | 7 455        | 17,5         | 7 707       | 18,09       |  |
| Votants        | Votants                | Votants        | 35 150       | 82,5         | 34 896      | 81,91       |  |
| Blancs et nuls | Blancs et nuls         | Blancs et nuls | 421          | 1,2          | 754         | 2,16        |  |
| Exprimés       | Exprimés               | Exprimés       | 34 729       | 98,8         | 34 142      | 97,84       |  |

#### Dixième circonscription (Villefranche-sur-Saône)
| Candidat       | Candidat                | Parti          | Premier tour | Premier tour | Second tour | Second tour |  |
| Candidat       | Candidat                | Parti          | Voix         | %            | Voix        | %           |  |
| -------------- | ----------------------- | -------------- | ------------ | ------------ | ----------- | ----------- |  |
|                | Gérard Ducray élu       | RI (URP)       | 13 899       | 38,42        | 18 618      | 51,63       |  |
|                | Joseph Rosselli sortant | FGDS (Radical) | 11 741       | 32,46        | 17 445      | 48,37       |  |
|                | Louis Bréchard          | CNIP (PDM)     | 5 185        | 14,33        | Retrait     | Retrait     |  |
|                | Georges Auroux          | PCF            | 4 372        | 12,09        |             |             |  |
|                | Gabriel Raquin          | PSU            | 977          | 2,7          |             |             |  |
|                |                         |                |              |              |             |             |  |
| Inscrits       | Inscrits                | Inscrits       | 47 023       | 100,00       | 47 025      | 100,00      |  |
| Abstentions    | Abstentions             | Abstentions    | 10 275       | 21,85        | 10 376      | 22,06       |  |
| Votants        | Votants                 | Votants        | 36 748       | 78,15        | 36 649      | 77,94       |  |
| Blancs et nuls | Blancs et nuls          | Blancs et nuls | 574          | 1,56         | 586         | 1,6         |  |
| Exprimés       | Exprimés                | Exprimés       | 36 174       | 98,44        | 36 063      | 98,4        |  |